# Blue Note Records
Pour les articles homonymes, voir Blue Note.
Blue Note Records est un label de jazz fondé en 1939 à New York par Alfred Lion (1909-1987) et Max Margulis (en) (1907-1996). Après avoir appartenu au groupe EMI, il fait partie aujourd'hui d'Universal Music Group. Son nom provient de la note bleue caractéristique du jazz et du blues.

## Histoire
Alfred Lion, juif allemand, avait émigré aux États-Unis à cause de l'arrivée au pouvoir d'Hitler. Il s'associa d'abord à l'écrivain Max Margulis, qui finança les débuts du label, mais qui le quitta au milieu des années 1940. Le photographe Francis Wolff (1907-1971), également juif allemand ayant fui le nazisme et ami de Lion, rejoignit alors Blue Note.
Blue Note est principalement associé au style hard bop, qu'il a grandement contribué à développer dans les années 1950, bien qu'il ait publié des disques dans presque tous les genres de jazz. Horace Silver, Jimmy Smith et Art Blakey sont les musiciens les plus liés au label, mais Blue Note a enregistré presque tous les jazzmen importants de l'après-guerre, et notamment plusieurs "classiques" de Clifford Brown, Miles Davis, Lou Donaldson, Dexter Gordon, Johnny Griffin, Herbie Hancock, Freddie Hubbard, Grant Green, Jay Jay Johnson, Jackie McLean, Thelonious Monk, Lee Morgan, Bud Powell, Max Roach, Sonny Rollins ou Wayne Shorter.
Le label a longtemps été autonome et Alfred Lion enregistrait selon son goût personnel. Il fallait seulement avoir du swing ou du groove et garder le sentiment du blues. Quant à Francis Wolff, il réalisait les photographies pour les pochettes des disques. À partir de 1956, le graphiste Reid Miles contribua également à fixer l'identité visuelle de Blue Note, grâce à ses pochettes d'un style marqué. De 1952 à la fin des années 1970, presque tous les albums de Blue Note furent enregistrés par l’ingénieur du son Rudy Van Gelder. On doit également à ce dernier, depuis 1999, la remastérisation en CD 24 bits de plusieurs des albums les plus classiques du label.
Dans les années 1950 et 1960, le label avait comme particularité, parmi les étiquettes indépendantes, de financer les répétitions des musiciens en vue des enregistrements. Ce fait explique pour une part la richesse de son catalogue (qui en fit le plus célèbre des labels indépendants dédiés au jazz), de même que le caractère distinctif de ce qu’il est convenu d’appeler le « son Blue Note ». Ce son, marqué par la cohésion constante du jeu des musiciens, s’éloigne de celui des « jam sessions » impromptus qui étaient presque la norme sur disque à l’époque.
À la suite de la retraite d’Alfred Lion en 1967 et de la mort de Francis Wolff en 1971, le label entre dans une période de déclin, caractérisée par des projets à visées essentiellement commerciales, qui le mène à sa dissolution en 1981. Il est toutefois ressuscité en 1984 par Bruce Lundvall, qui confie alors le vaste travail de réédition des archives du label à Michael Cuscuna. Ce dernier s’était déjà lancé, à partir de 1975, dans une entreprise d’édition des inédits de Blue Note, notamment sur le label qu’il avait fondé, Mosaic Records. Blue Note avait en effet accumulé, depuis sa fondation, nombre d’enregistrements de grand intérêt qui, par manque de temps ou d’argent, n’avaient jamais été commercialisés. Dans la seconde moitié des années 1980, d'anciens artistes reviennent chez Blue Note, et de jeunes artistes prometteurs rejoignent le label.
Aujourd'hui, Blue Note met en avant des chanteuses comme Cassandra Wilson ou Norah Jones et n'hésite pas à élargir son répertoire en signant des artistes soul ou folk à l'instar de Amos Lee, Raul Midón, Charles Pasi ou Keren Ann. Le rappeur Oxmo Puccino ou encore le producteur de house St Germain ont également rejoint le label.
Claude Nougaro, quant à lui, fut le premier chanteur français à enregistrer pour Blue Note : La Note bleue, sorti en septembre 2004, fut son dernier album.

## Sélection
Parmi les 900 ou 950 « standards » du label :
- Cannonball Adderley, Somethin' Else
- Sidney Bechet, Summertime
- Art Blakey, A Night at Birdland Vol. 1
- Avishai Cohen, Aurora
- Ornette Coleman, At the "Golden Circle" in Stockholm, Vol. 1
- John Coltrane, Blue Train
- Eric Dolphy, Out to Lunch!!
- Lou Donaldson, Midnight Creeper
- Kenny Dorham, Afro-Cuban
- Dexter Gordon, Go (en)
- Herbie Hancock, Maiden Voyage
- Joe Henderson, Inner Urge
- Freddie Hubbard, Ready for Freddie
- Bobbi Humphrey, Blacks and Blues
- Hank Mobley, Roll Call
- Thelonious Monk, Round Midnight
- Lee Morgan, The Sidewinder.
- Bud Powell, Un poco loco.
- Sonny Rollins, A Night at the Village Vanguard
- Wayne Shorter, Speak No Evil
- Horace Silver, Song for My Father
- Jimmy Smith, Back at the Chicken Shack
- Jacky Terrasson, Reach
- McCoy Tyner, The Real McCoy
- Blue Break Beats (compilations).